# بنجامين فوجت (سياسي)
بنجامين فوجت هو محامي ومحرر وسياسي نرويجي، ولد في 16 مايو 1863 في كريستيانساند في النرويج، وتوفي في 1947 في أوسلو في النرويج. نشط حزبياً في حزب المحافظين.

## مناصب
- انتخب  (22 أكتوبر 1903 – 1 سبتمبر 1904).
- انتخب Minister of Auditing [الإنجليزية]‏ (1 سبتمبر 1904 – 11 مارس 1905).
- انتخب وزير التجارة والشحن [الإنجليزية]‏ (1 سبتمبر 1904 – 11 مارس 1905).
- انتخب نائب عضو برلمان النرويج  [لغات أخرى]‏ عن دائرة Kristiania, Hønefoss og Kongsvinger ‏ خلال فترته النيابية ‏ (1900 – 1903).